# Plastic Planet

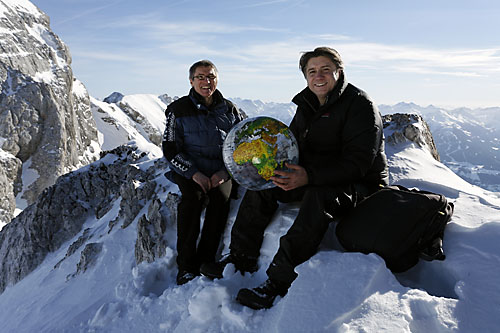
Werner Boote (rechts) in Plastic Planet

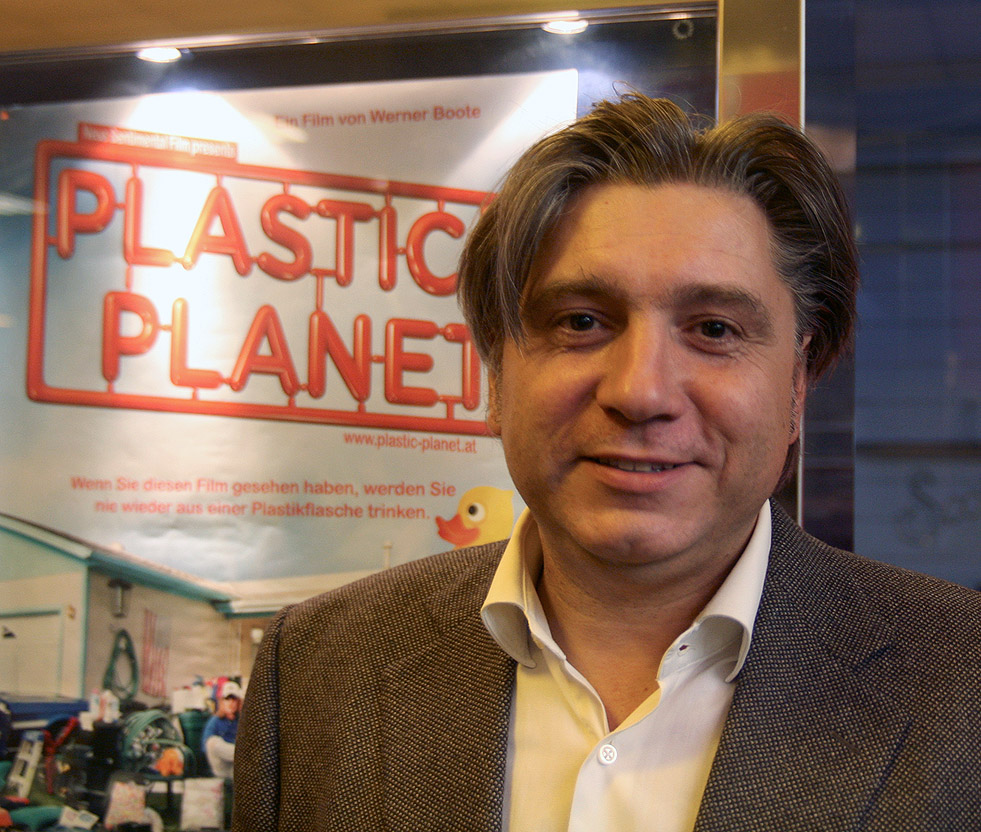
Werner Boote bei der Premiere des Films im September 2009

Plastic Planet ist ein Kinodokumentarfilm von Regisseur Werner Boote. Der Film zeigt die Gefahren von Plastik und generell synthetischer Kunststoffe in ihren verschiedensten Formen und ihrer weltweiten Verbreitung.

## Handlung
Beginnend mit einem biografischen Rückblick in seine Kindheit – zu seinem Großvater, der in den 1960er Jahren Geschäftsführer der deutschen Interplastik-Werke war – spannt Boote den Bogen in die Gegenwart, in der Plastikprodukte allgegenwärtig sind.
Boote reist um die Welt, beobachtet und befragt Menschen bei ihrem Leben inmitten von Plastik: von Familien in ihren Einfamilienhäusern in Österreich und den USA bis hin zu solchen in einfachsten Hütten in Kalkutta. Er führt Interviews mit Sprechern der Kunststoffindustrie und mit Wissenschaftlern, die über die gesundheitlichen Gefahren von Zusatzstoffen – insbesondere Weichmachern – sprechen. 
Boote stellt dar, wie allgegenwärtig Plastik in all seinen Formen geworden ist und wie Kunststoffabfälle bis in die entlegensten Gebiete der Erde verteilt werden. Exemplarisch zeigt er das anhand der Verschmutzung der Wüste in Marokko und dem Plastikmüll im Pazifik, wo die Partikel zerfallender Plastikabfälle von Meereslebewesen für Plankton gehalten und gefressen werden, was zu ihrem Tod führen kann.

## Drehorte und Produktion

### 2005
- Vordreharbeiten  in Innsbruck, in der marokkanischen Sahara und in den USA (Grand Junction „House Clearing“, Interview mit Dr. Theo Colborn)

### 2006
- Venedig, Porto Marghera, Interview mit Staatsanwalt Felice Casson

### 2007–2008
- Erste offizielle Drehphase ab dem Frühjahr in London (Susan Jobling, Intersex-Fische)
- Finnland
- Wien (OMV, Borealis, Umweltbundesamt)
- Japan (Tokio, Tsushima, Minamata, Kumamoto)
- China (Shanghai)
- Indien (Kalkutta)
- USA (Los Angeles, Pullman, Cincinnati, Columbia)
- Pazifischer Ozean (Charles Moores Boot)

Eine Second Unit drehte weiteres Material in Marokko und Uganda (Kampala). In Europa wurde in Deutschland (Düsseldorf, Guben), Italien (Novara), Belgien (Brüssel, Waterloo) und zuletzt wieder in Österreich (Dachstein, Wien) gedreht.
Letzter Drehtag im Oktober 2008, danach ein Jahr Postproduktion.

### 2009
Am 15. September 2009 fand im Gartenbaukino in Wien die Premiere des Films statt, öffentlicher Kinostart in Österreich war der 18. September.

## Auszeichnungen
- 2010: Film- und Fernsehpreis Romy als bester Kino-Dokumentarfilm
- 2010: „Honorable Mention“ bei der International Documentary Competition des XIII. Environmental Film Festivals Cinemambiente[2]
- 2010: Filmbewertungsstelle Wiesbaden: Prädikat besonders wertvoll.[3]